# Бурхард из Урсберга
Бу́рхард из Урсберга (нем. Burchard von Ursberg, лат. Burchardus Urspergensis или Burchardus Biberacensis; до 1177, Биберах — 11 января 1230 или 1231, Урсберг, Бавария) — средневековый немецкий хронист, монах-премонстрант, пробст монастыря Св. апостолов Петра и Иоанна в Урсберге, автор «Урсбергской хроники» (лат. Urspergensium Chronicon).

## Биография
Точно не установлено, какой из двух городов под названием Биберах, в Баварии или в Вюртемберге, являлся местом его рождения, но предпочтение отдаётся чаще всего второму. По происхождению своему он, скорее всего, являлся швабом. 
В 1198 и в 1210—1211 годах он совершил две поездки в Рим, посетив также, вероятно, Болонскую юридическую школу. В 1202 году рукоположён был в священники в Констанце епископом Дитхельмом. В 1205 году принял постриг в норбертинском монастыре в Шуссенриде, где в том же году стал каноником, а в 1209 избран был пробстом.
В 1211 году добился от папы Иннокентия III привилегий для Шуссенридской обители, которые, однако, так и не привели к её процветанию. C 1215 года занимал должность пробста норбертинского монастыря в Урсберге и, вероятно, оставался им до самой своей смерти.
Точная дата его смерти остаётся предметом дискуссии, наиболее предпочтительной называют 1 января 1230 или 1231 года.

## Хроника
Около 1229 года составил в Шуссенриде на латыни свою всемирную «Урсбергскую хронику» (лат. Urspergensium Chronicon), образцом для которой стала хроника Эккехарда из Ауры, рукопись которой обнаружена была им в соседнем монастыре бенедиктинцев в Цвифальтене. Помимо неё, использовал в качестве источников «Церковную историю» Евсевия в переводе и с продолжением Руфина Аквилейского, «Историю против язычников» Павла Орозия, «Житие Св. Галла» Вилафрида Страбона, хроники Фрутольфа из Михельсберга, Оттона Фрейзингского, «Саксонского анналиста», сочинения Гонория Августодунского и Гуго Сен-Викторского, а также ряд других немецких и итальянских летописей, в том числе «Генеалогию Вельфов», «Вейнгартенские», «Цвифальтенские анналы» и утраченную хронику Иоанна из Кремоны. Также опирался на устные сообщения современников, а начиная со времён императора Генриха VI (1190) и на собственные воспоминания. Вместе с продолжением «Урсбергская хроника» излагает события мировой истории начиная с библейского Нина до 1229 года, продолжая исторические сочинения Фрутольфа и Эккехарда.
Связь «Урсбергской хроники» с официальными хрониками двора первых Гогенштауфенов полностью ещё не выяснена, однако в ней явственно прослеживается «прогогенштауфская» тенденция, очевидная расположенность Бурхарда к Гогенштауфенам. С заметными симпатиями описывается история от Генриха VI и до Фридриха II, при наличии резко критических высказываний в адрес папства. В то же время, Бурхард сокрушается по поводу юридической неосведомлённости немцев.
Несмотря на компилятивный характер «Урсбергской хроники» и наличие в ней некоторых ошибок и повторов, она превосходно описывает события в Священной Римской империи и сопредельных странах во второй половине XII — первой трети XIII века, существенно дополняя сведения хроники Оттона Санкт-Блазиенского, и по праву может считаться образцом распространения политических взглядов Гогенштауфенов.
Работа Бурхарда над хроникой была, вероятно, прервана после случившегося в 1226 году в Урсбергском монастыре пожара, но после его смерти она была дополнена преемником его на посту пробста Конрадом из Лихтенау, продолжившим изложение событий до 1229 года. Автограф хроники Бурхарда погиб при пожаре в монастыре в 1525 году, сохранились лишь две более поздние рукописи XIV (MS Clm 5524) и XVI веков (MS Clm 4351), находящиеся сегодня в Баварской государственной библиотеке в Мюнхене, причём лишь вторая из них является полной.
Впервые хроника частично была напечатана в 1472 году в Аугсбурге, в 1515-м полностью опубликована там же местным историком-гуманистом Конрадом Пейтингером, а в 1537 году переиздана в Страсбурге. Научное издание хроники под редакцией историков Отто Абеля и Людвига Вейланда было опубликовано в 1874 году в Ганновере Георгом Вильгельмом Пертцем, включившим её в 23 том «Monumenta Germaniae Historica» вместе с продолжением Конрада из Лихтенау. Заново отредактированное отдельное её издание, подготовленное филологом-медиевистом Освальдом Холдер-Эггером и историком Берхардом фон Симсоном, выпущено было в 1916 году в Лейпциге и Ганновере с комментариями и разночтениями. В 2007 году хроника была опубликована в Дармштадте вместе с анонимной «Историей Вельфов», написанной во второй половине XII века в аббатстве Вайнгартен, под редакцией историка-медиевиста профессора Боннского университета Матиаса Бехера.